# Эли, Мари Максимилиан
Мари Максимилиан Эли (также известен как le père Elie, буквально «Отец Илья»; 4 февраля 1749, Руан — 29 октября 1823, Париж) — французский миссионер и духовный писатель.
Был миссионером и проповедником Третьего ордена святого Франциска. В 1790 году он эмигрировал из Франции в результате революции и вернулся только в 1802 году, став викарием Сен-Жермен-де-Пре. Был известен своей большой ненавистью к философу Вольтеру, о котором распускал множество слухов и небылиц.
Основные работы:
- «Voltaire, particularités curieuses sur sa vie et sa mort» (1781);
- «La vraie philosophie» (1783);
- «L’esprit du sacerdoce» (1818).